# Hind Dehiba
Hind Dehiba Chahyd (in arabo هند ذهيبة‎?; Khouribga, 17 marzo 1979) è un'ex mezzofondista marocchina naturalizzata francese.

## Palmarès

### Mondiali indoor
- 1 medaglia:
  - 1 bronzo (Istanbul 2012 nei 1500 m piani)

### Europei
- 1 medaglia:
  - 1 argento (Barcellona 2010 nei 1500 m piani)

### Europei indoor
- 1 medaglia:
  - 1 bronzo (Madrid 2005 nei 1500 m piani)

### Coppa continentale
- 1 medaglia:
  - 1 oro (Spalato 2010 nei 1500 m piani)

### DécaNation
- 1 medaglia:
  - 1 oro (Annecy 2010 nei 1500 m piani)